# 왕족 쇼군
왕족 쇼군(일본어: 宮将軍)은, 일본 가마쿠라 시대 후기에 정이대장군에 임명되었던 무네타카 친왕 · 고레야스 친왕 · 히사아키 친왕 · 모리쿠니 친왕 이들 네 명의 왕자(친왕)를 가리키는 역사 용어이다. 현대에는 고조쿠 쇼군(일본어: 皇族将軍), 신노 쇼군(일본어: 親王将軍)이라고도 부른다. 또한 그들을 총칭하여 가마쿠라 궁가(일본어: 鎌倉宮家)라고 표현하기도 한다.
덧붙여 겐무 신정 시기에 고다이고 천황으로부터 임명된 모리요시 친왕(護良親王)과 나리요시 친왕(成良親王)도 '왕족 쇼군'이라고 부르는 경우가 있는데, 그러나 전자의 네 명은 가마쿠라 정권의 형식상의 수장으로 실권을 갖지 않았던 반면, 후자의 두 명은 겐무 정권에서 단기간이나마 중요한 그 일익을 담당한 실무자였다는 것이 근본적으로 다르다.

## 개요
가마쿠라 막부의 기본적인 주종제 구조는, 무가의 도료인 가마쿠라도노(≒ 세이이타이쇼군)와 고케닌 사이의 어은 - 봉공 관계로 성립되고 있었다. 그러나, 가마쿠라도노의 뒤를 잇게 된 미나모토노 사네토모 외에 미나모토노 요리토모 직계 겐지 적류 자손이 없었던 데다, 사네토모 자신도 아이가 없었기 때문에 겐지 쇼군은 단절되었다. 사네토모 생전에 「왕족 가운데서 무가의 동량을 세우자」고 생각한 사네토모의 어머니 호조 마사코와 그 동생인 싯켄 요시토키 등에 의해 1218년의 시점에서 한번 조정측에 제안되었던 적이 있는데, 바로 이듬해 1219년에 일어난 사네토모 암살 사건으로 고토바인(後鳥羽院)에게 거부당해 좌절되었고, 그나마 미나모토노 요리토모의 촌수가 먼 혈연 관계에 해당하던 두 살의 미토라를 데려와 마침내 쇼군을 잇게 되었다(섭가 쇼군). 하지만 요리쓰네는 자라면서 독자적인 정권 운영을 지향하여 싯켄 호조 씨에 반항적인 태도를 취했기 때문에 추방된다(미야 소동).
그 후, 요리쓰네의 아들 요리쓰구(頼嗣)가 쇼군직을 이었지만, 1252년에 호조 도키요리(北条時頼) 등의 주청으로, 고사가 덴노의 서자로 제1황자였던 무네타카 친왕이 쇼군으로서 가마쿠라로 모셔졌다. 그러나 이미 막부의 권력은 싯켄 호조씨가 보유하고 있었기에, 쇼군이라 해도 이름 뿐이었다. 때문에 취임은 10세 전반에 실시되었고, 길어도 20대 정도 나이가 될 무렵까지는 쇼군직을 사임하고 교토로 돌아와 중무경(中務卿) · 식부경(式部卿) 등에 임명되는 것이 통례였다. 다만, 무네타카 친왕과 다음의 고레야스 친왕에 대해서는 양통질립 문제와의 관련을 지적하는 설도 있다(후술). 마지막 쇼군이었던 모리쿠니 친왕은 막부 멸망 후에 가마쿠라에서 출가한다(모리쿠니는 가마쿠라에서 태어났으므로 친왕선하를 받은 왕족이면서 생에 교토 땅을 밟은 적이 없다).
덧붙여 왕족 쇼군으로서 2대째가 되는 고레야스 왕은 쇼군 재임 중에 신적강하해, 미나모토 성을 받고 '미나모토노 고레야스'로써 겐지 쇼군이 되었지만, 최종적으로는 왕족(고레야스 친왕)으로 복귀해 '왕족 쇼군'으로써 임기를 마쳤다.

## 왕족 쇼군이 가마쿠라 막부에서 맡은 역할은
애초에 가마쿠라 막부는 일본 조정의 율령 제도를 교묘하게 이용하여 성립한 통치 기관이었다. 막부의 정치 기구인 만도코로(政所)의 개설은 종3위 이상의 귀인에게 허락되는 특권이었고, 만도코로의 직원은 조정으로부터 서위받은 관리로 처우받았다. 막부의 통치를 떠받친 슈고(守護) - 지토(地頭) 제도나 대범 3개 조(大犯三箇条)조차도 조정의 칙허나 칙령을 거쳐 세워진 것이었다. 때문에 겐지 쇼군이든 섭가 쇼군이든 대대로 쇼군은 위계가 3위에 다다르지 않은 단계에서는 만도코로를 개설할 수 없었고, 또한 막부의 명령서도 쇼군이 3위 관위로 오를 때까지는 소데한쿠다시부미(袖判下文), 3위 이상이 된 단계에서는 만도코로쿠다시부미(政所下文)와 그 격식을 채용하는 것이 가능하였다. 왕족 쇼군 옹립 이후의 통치기구는 만도코로가 되었고, 또한 그 명령서도 만도코로쿠다시부미가 되는 것이 상례였다. 가마쿠라 막부의 법적인 정당성이 상시 갖추어지고 보존되는 것은 아니었던 것이다. 하물며 친왕이 되면 그 명령서는 영지(令旨)로써 법적인 효력을 가지게 되는 것이다.
또한, 명목상의 존재라고는 해도, 쇼군은 어디까지나 막부의 수장이고 모든 고케닌의 주군이었기에, 고케닌들에 대해 일정한 구심력이 요구되었다. 때문에, 원래는 이즈(伊豆)의 지방 호족에 불과한 낮은 신분이었던 호조 씨는 쇼군으로 취임할 수 없었다.
고토바인에 의한 조큐의 난(承久の乱)은 가마쿠라 막부의 승리로 끝났지만, 가마쿠라 막부가 조정으로부터 세이이타이쇼군 임명을 받아 성립하고 있는 이상 '조적'이 되면 정권으로서의 정당성을 잃게 될 뿐 아니라, 섭가 장군은 안정성이 부족했다. 실제로, 요리쓰네가 자신의 꼭두각시 처지를 싫어하여 막부의 실권을 싯켄 호조 씨로부터 탈취하려고 한 사건은 막부 및 호조 씨가 섭가 쇼군을 저버리게 되는 큰 요인이 되었다. 그러한 점에서 왕족 쇼군은 가마쿠라 막부와 조정을 연결하는 역할을 했고 막부의 존재 자체를 정당화시키는 데 매우 큰 의의를 지녔다.
고겐 2년(1257년) 2월 26일, 훗날 8대 싯켄으로 즉위하게 되는 호조 도키무네는 무네타카 친왕을 에보시오야로 원복을 거행하고(『아즈마카가미』 같은 날), 그 이름자 '무네'(宗)를 받았다. 그 후 「도쿠소 전제」가 시작되자, 도키무네의 아들 사다토키나 그 아들 다카토키는 모두 각각 고레야스 친왕 · 모리쿠니 친왕의 이름자를 받지 않았는데 가마쿠라 말기 겐토쿠 3년/겐코 원년(1331년)에 원복을 행했던 다카토키의 적자는, 쇼군 · 모리쿠니 친왕의 이름자를 받아 「구니토키」(邦時)라고 자칭하고 있다. 그 밖에, 제6대 싯켄 · 나가토키(長時)의 계통으로 도쿠소에 이어 높은 가격을 자랑했던 아카하시류(赤橋流 호조 씨의 역대 당주(요시무네 - 히사토키 - 모리토키)도 무네타카 친왕, 히사아키 친왕, 모리쿠니 친왕의 이름자를 받았다. 훗날 싯켄이 될 계승자로 왕족 쇼군의 이름자를 받은 것은 제8대 싯켄 · 도키무네와 제16대(마지막) 싯켄 · 모리토키 두 명이었다.

## 왕족 쇼군과 양통질립 문제
한편, 고사가 덴노의 시대에 왕족 쇼군이 등장하게 된 배경에는 당시 교토 조정측의 사정도 존재하고 있었음이 최근 지적되고 있다.
일본 학계에서는 미야 소동 및 섭가 쇼군의 종말에 대해, 구조 요리쓰네와 호조 씨의 대립이라는 막부 내부에서의 문제로만 여겨지는 경향이 있었는데, 최근에 동시병행적으로 조큐의 난으로 사도(佐渡)에 유배된 준토쿠인(順徳院) 관계자(생모 슈메이몬인이나 그 아들 다다나리 왕 등)가 고사가 덴노를 배제하고 왕위를 자기 계통으로 되돌리기 위해 요리쓰네의 아버지인 전임 간파쿠(関白) 구조 미치이에(九条道家)에게 접근하였고, 그것이 쓰치미카도인 계통(고사가 덴노) ・ 사이온지 집안(西園寺家)과 준토쿠인 계통(다다나리 왕) ・구조 집안(九条家)의 대립으로 비화되는 당시 일본 조정 내부의 사정이 드러났다. 이러한 상황 속에서 고사가 덴노는 막부와의 제휴를 강화함으로써 준토쿠인 계통에 대한 견제를 도모하려 했던 것으로 여겨지며, 막부측에서 신청한 '왕족 쇼군'의 구상도 그러한 제휴를 위한 다리가 되었던 것이라고 할 수 있다.
최초의 왕족 쇼군으로는 고후카쿠사 덴노의 이복 형 무네타카 친왕과 친동생 쓰네히토 친왕(恒仁親王)이 후보로 올랐는데, 생모의 신분 문제로 왕위 계승 가능성이 낮았던 무네타카가 선택되었다. 물론 그렇다고 해도, 무네타카 친왕도 증조할머니 조메이몬인(承明門院, 쓰치미카도인의 생모)에게 양육되었으며, 단절된 고타카쿠라인(後高倉院)의 왕통에게 남겨진 영지인 무로마치인령(室町院領) · 시키켄몬인령(式乾門院領)의 장래 상속자로 지정되는 등 고후카쿠사 · 가메야마 두 덴노 다음가는 존재로 취급되고 있었다. 그것은 쇼군 취임 후에도 변하지 않았고, 무네타카 친왕의 정실도 셋칸케의 고노에 집안(近衛家)에서 선택되었으며, 쇼군 재임 중에 1품 친왕 · 중무경으로 임명되는 등 그 입장에 변화는 없었다. 가마쿠라 막부도 무네타카 친왕의 왕족으로서의 입장을 중시하여, 친왕이 쇼군직에서 물러나 교토로 송환된 직후에 무토 가게요리(武藤景頼)를 파견해 고사가인과 무네타카 친왕의 관계를 주선하고, 또한 무네타카 친왕 본인에게도 소유 영지 다섯 곳을 헌상하는 등 무네타카 친왕과의 관계 유지에 힘썼다.
무네타카 친왕의 뒤를 이은 아들 고레야스 친왕(정확하게는 고레야스 왕→미나모토노 고레야스→고레야스 친왕)의 취임에 있어서는, 막부는 니카이도 유키타다(階堂行忠) · 아다치 도키모리(安達時盛)를 사자로서 상경시켜 고레야스 왕의 차기 쇼군 취임의 주청을 실시했고(『외기일기』 분에이 3년 7월 21일조) 이를 받는 형태로 치천의 군인 고사가인이 겨우 세 살에 불과한 그에게 종4위하 정이대장군 임명을 행하였으며, 여기서 고레야스 왕은 여전히 치천의 손자로서 왕손 예우를 받고 있다. 그러나, 그로부터 4년 뒤 종3위 좌근위 중장으로 임명되어 '미나모토노 고레야스'로써 신적강하한다.
이 문제도 막부 내부의 문제만으로는 논할 수 없고, 고레야스의 쇼군 취임으로부터 2년 후에 형인 고후카쿠사인의 아들을 제치고 동생인 가메야마 덴노의 아들인 요히토 친왕(世仁親王)가 태자로 세워진 것과 관련이 있다. '치천의 군' 고사가인의 지명에 따라 고후카쿠사인의 후손이 아닌 가메야마 덴노의 후손이 왕위를 잇게 한다는 방침이 내세워짐으로써 무네타카 친왕계가 왕위 계승에 관련될 가능성이 사라지고, 그로써 조정으로부터도 겐지로 신적강하할 것이 요구된 것이다.
하지만 고사가인이 사망한 뒤, 고후카쿠사인이 사태를 되돌리는 데에 성공해, 히로히토 친왕(煕仁親王)이 태자로 책봉되고, 이어 즉위까지 실현되었다(후시미 덴노). 그리고, 히로히토 친왕이 즉위하기 한 달 전에 가메야마 인세이(고우다 덴노) 마지막 결정의 하나로서 '미나모토노 고레야스'의 왕족 복귀 · 친왕선하가 결정된 것이다.
유자(猶子) 관계도 없는 왕손인 고레야스에게 왕족 복귀, 그것도 친왕선하가 인정된 배경에는, 고후카쿠사인 계통의 복권이 확실해진 가운데 가메야마인 계통 = 다이카쿠지 왕통(大覚寺統)이 그때까지 왕위 계승에서 배제하고자 신적 강하를 요구했던 무네타카 친왕계를 자신의 왕통으로 끌어들인다는 방침으로 전환했기 때문이라고 여겨지고 있다(그 뒤, 고레야스 친왕의 두 여동생 린시와 즈이시 모두 고우다인의 비가 되었다).
그러나 2년 뒤에 후시미 덴노는 자신의 아들 다네히토 친왕(胤仁親王)을 태자로 세우는 것을 막부로부터 인정받았다. 그 결과 고후카쿠사인 계통 = 지묘인 왕통(持明院統)의 왕위 계승권이 확립되어, 다이카쿠지 왕통과 함께 나란히 돌아가면서 덴노로 즉위하게 한다는 양통질립이 성립하게 된다. 그리고 고후카쿠사인은 다이카쿠지 왕통과 밀착된 무네타카 친왕계를 대신하여 자신의 아들을 쇼군으로 취임시킬 수 있도록 막부에 요구하게 되었고, 다네히토가 태자가 되고 5개월 후에 고레야스 친왕은 교토에 송환되게 되었다. 쇼군으로서의 고레야스의 입장은 양통질립의 성립 과정과 밀접하게 관련되어 있었다고 할 수 있다.
고후카쿠사인의 아들인 히사아키 친왕은 지묘인 왕통과 가마쿠라 막부의 관계 강화를 위해 쇼군직에 취임하게 되었지만, 한편으로 정실로서 고레야스 친왕의 딸을 맞이했다. 이에 따라 의제상이나마 고레야스와 히사아키는 부자 관계가 맺어지게 되어, 무네타카 친왕 이후의 세습이 유지되는 형태가 되었다. 그리고 히사아키 친왕의 부인으로써 고레야스 친왕의 딸은 후계자가 될 모리쿠니 친왕을 낳으면서 무네타카 - 고레야스 = 히사아키 - 모리쿠니라는 계승도가 성립하게 된다. 히사아키 친왕이 교토로 송환된 직후에 다이카쿠지 왕통의 고니조 덴노가 사망하고 지묘인 왕통의 하나조노 덴노가 즉위하게 되는데, 두 사건에 어떤 상관 관계는 찾기 어렵고 완전히 막부측의 사정에 의한 것인지, 아니면 조정측에 다른 사정이 있었는지는 알 수 없다.
가마쿠라 막부의 마지막 쇼군이 된 히사아키 친왕의 아들 모리쿠니 친왕은, 고후카쿠사인의 손자에 해당하므로, 국왕의 아들은 친왕, 손주는 왕이라고 부르는 일본의 종법상 「모리쿠니 왕」이 되어야 하지만 쇼군 선하 다음날에 친왕 선하를 받았다. 덴노나 인(상황)과의 유자 관계가 없는, 왕자도 아닌 왕손이 곧바로 친왕선하를 받는 것은 고레야스 친왕의 선례를 따른 것으로 여겨지지만, 모리쿠니의 경우는 왕손의 신분 그대로 친왕선하를 받고 있어 매우 특수한 사례였다. 또한 왕손이면서 가마쿠라에서 태어나 막부가 멸망한 뒤에는 교토가 아닌 가마쿠라에서 사망한 것으로 추정되어 교토 땅에 한번도 발을 디디지 않고 생을 마쳤다는 점에서도 매우 특수한 존재였다.
전술한 바와 같이 고레야스와 히사아키를 혼인을 통한 '의제상 부자 관계'로 이해했을 경우, 무네타카 친왕에서 모리쿠니 친왕까지 부자에 의한 쇼군직 및 친왕 품계, 위계의 세습이 실현되었던 것이 되어, 무네타카 친왕을 시조로 하는 「친왕 쇼군가」라는 가계의 존재로 인식하는 것도 가능하게 된다. 친왕과 쇼군직이 불가분이고 유자 관계가 없는 왕손이라도 친왕선하를 받았다는 점에서 후세의 세습친왕가와는 성질은 다르지만 그 '선구적'인 성격은 가지고 있었다고 평가할 수 있다. 또한 마지막 쇼군이 된 모리쿠니 친왕을 예외로 역대의 왕족 쇼군은 가마쿠라 막부에 의해 일방적으로 쇼군직에서 해임되어 교토에 송환되었기는 하지만, 모두 귀경 후에도 친왕 신분을 박탈당하지도 않고 왕실 종친의 한 사람으로 대접받고 있는 점에서도 특별한 대우를 받고 있었다고 말할 수 있다.

## 에도 시대의 왕족 쇼군 옹립설
에도 시대의 엔포(延宝) 8년(1680년)에 에도 막부 4대 쇼군 도쿠가와 이에쓰나(徳川家綱)가 후사 없이 사망하자, 대로 사카이 다다키요(酒井忠清)가 다음 쇼군으로 아리스가와노미야 가(有栖川宮家)에서 유키히토 친왕(幸仁親王)을 맞이해 옹립하자고 제안했으나, 홋타 마사토시(堀田正俊) 등의 반대로 실현되지 않았다는 왕족 쇼군 옹립설이 있다. 이것은 《도쿠가와 실기》(徳川実紀)에도 쓰여 있는 것이다.

### 내용주
1. ↑  준토쿠인의 중궁(中宮) ・ 히가시이치조인(東一条院) 구조 릿시(九条立子)는 미치이에의 누나로, 생모의 신분이 낮은 다다나리 왕(忠成王)이 즉위하는 경우에 준토쿠인의 정비인 릿시가 준모(准母), 즉 의제상의 어머니가 되기로 상정되어 있었다.
2. ↑  아리스가와노미야 집안의 시조인 요시히토 친왕이 도쿠가와 이에야스의 증손녀에 해당하는 레이코(寧子, 에치젠 마쓰다이라 가 출신)를 자신의 비로 삼았기 때문이라고 한다. 다만 요시히토 친왕과 레이코, 유키히토 친왕 사이에 직접적인 혈연 관계는 없다.